# Élection prud'homale française
Pour un article plus général, voir Conseil de prud'hommes (France).
 (25 mai 2020).
En France, le conseil de prud'hommes est chargé d'arbitrer les litiges individuels du travail soumis au droit du travail. Les élections des conseillers prud'homaux ont lieu tous les 5 ans. Elles permettent d'avoir une mesure de la puissance des acteurs sociaux (patronat et syndicats), de la mobilisation et de la motivation des salariés et des employeurs.
Près de 15 000 conseillers prud'homaux sont élus par les salariés et les employeurs pour siéger dans ces juridictions spécialisées. Les listes de candidatures sont établies pour chaque conseil de prud'hommes, par section et par collège distinct. Il n'est pas nécessaire de faire partie d'une organisation syndicale ou patronale.
En 2014, un projet de loi a été voté par le Parlement prévoyant la suppression des élections prud'homales du fait de la faible participation des employeurs et des salariés à ces élections et des coûts élevés de ces scrutins. À compter de 2017 et pour l'exercice d'un premier mandat à compter de 2018 la nomination des conseillers prud'hommes aura lieu par désignation conjointe des ministres de la Justice et du travail.

## Organisation

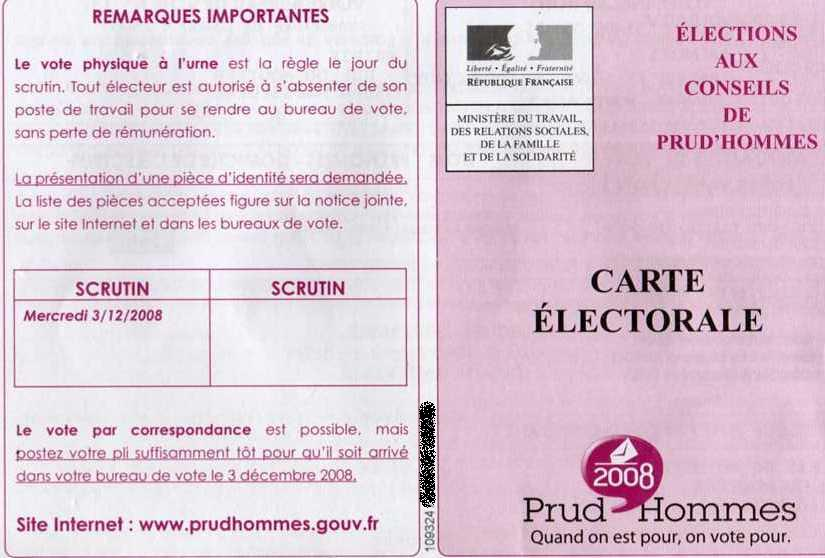
Carte d'électeur recto.

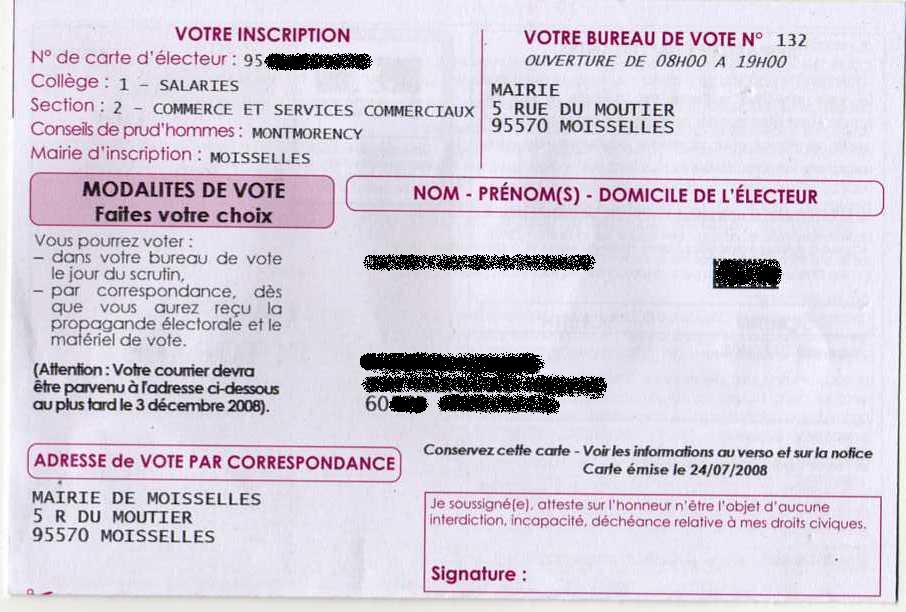
Carte d'électeur verso.

### Nombre de conseillers à élire
Ce nombre est fixé par conseil et pour chacune des cinq sections selon un décret de 2002.

### Conditions d'électorat et de candidature
Pour pouvoir voter, il faut :
- être âgé d'au moins 16 ans
- exercer une activité professionnelle relevant du code du travail.

Il n'y a pas de condition de nationalité pour être électeur lors des élections prud'homales.
Pour être candidat, il faut :
- être âgé de 21 ans, ou plus.
- être de nationalité française,
- être titulaire de ses droits civiques.
- être inscrit sur une liste électorale prud'homale

En ce qui concerne le collège des employeurs, les employeurs de moins de quatre salariés et qui sont par ailleurs également salariés de droit privé, n'ont plus le droit de voter dans le collège des employeurs pour les élections de 2008. Des milliers d'employeurs de gens de maisons se voient ainsi privés d'un droit de vote qu'ils possédaient en 2002. À l'issue des élections de 2002, L'Union des employeurs avait subi une perte de 8 points par rapport à 1997 ; l'Union des employeurs de l'économie sociale qui se présentait pour la première fois obtenait plus de 10 % des voix.

### Candidatures

#### Salariés
Il faut être titulaire d'un contrat de travail de droit privé (les conflits du travail concernant le droit public sont du ressort du tribunal administratif), en cours d'exécution ou de suspension (congé de maternité, congé parental ou encore congé sabbatique...).
Sous certaines conditions, les demandeurs d'emploi, les bénéficiaires d'une formation, les retraités peuvent figurer sur les listes de candidats.

#### Employeurs
Il faut employer (pour son compte ou celui d'autrui) au moins un salarié :
- les associés en nom collectif ;
- les présidents de conseil d'administration ;
- les PDG de sociétés anonymes ;
- les gérants de SARL ou d'entreprises unipersonnelles à responsabilité limitée (EURL) ;
- les cadres munis d'une délégation particulière d'autorité, obligatoirement écrite, leur donnant par exemple le pouvoir d'embaucher et de licencier ou d'engager l'entreprise à l'égard de clients, de fournisseurs...

### Mode de scrutin
Les élections de conseillers prud'hommes salariés et employeurs se font dans des scrutins de liste proportionnels à un tour.

## Résultats

### Collège salarié
Toutes sections confondues, en pourcentage des suffrages exprimés. Classement : 2008
| Organisations syndicales | 1987  | 1992  | 1997  | 2002  | 2008    |
| ------------------------ | ----- | ----- | ----- | ----- | ------- |
| CGT                      | 36,35 | 33,35 | 33,11 | 32,13 | 34,00 % |
| CFDT                     | 23,06 | 23,81 | 25,35 | 25,23 | 21,81 % |
| CGT-FO                   | 20,50 | 20,46 | 20,55 | 18,28 | 15,81 % |
| CFTC                     | 8,30  | 8,58  | 7,53  | 9,65  | 8,69 %  |
| CFE-CGC                  | 7,44  | 6,95  | 5,93  | 7,01  | 8,19 %  |
| UNSA                     | –     | 0,14  | 0,72  | 4,99  | 6,25 %  |
| Solidaires               | –     | 0,45  | 0,32  | 1,51  | 3,82 %  |
| CSL (dissoute en 2002)   | 2,30  | 4,40  | 4,22  | –     | –       |
| FGSOA                    | 0,21  | –     | –     | –     | –       |
| Divers                   | 1,84  | 1,81  | 2,27  | 1,19  | 1,42 %  |

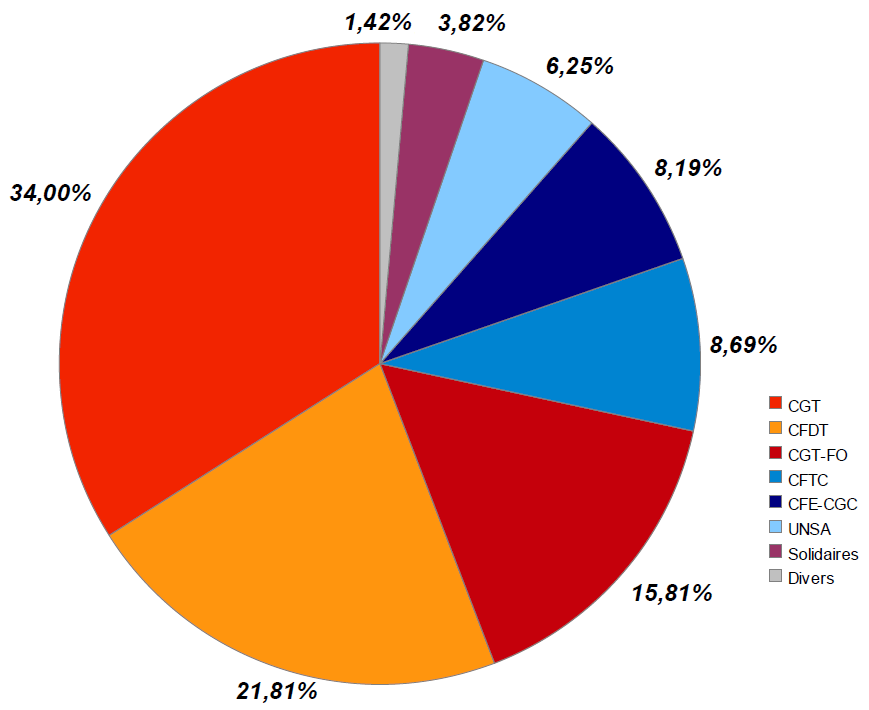
Résultat en 2008

Le Groupe des Dix, aujourd'hui Union syndicale Solidaires est une union interprofessionnelle regroupant des syndicats comme le SNJ, le SNUI ou encore les syndicats SUD.

### Collège employeur
Toutes sections confondues, en pourcentage des suffrages exprimés.
| Organisations syndicales et regroupements | 1987    | 1992    | 1997    |
| ----------------------------------------- | ------- | ------- | ------- |
| Entreprise plus                           | 92,12 % | 91,14 % | 87,55 % |
| SNPMI                                     | 2,98 %  | 3,91 %  | 5,90 %  |
| CIDUNATI                                  | 0,78 %  | 0,69 %  | 0,75 %  |
| Divers                                    | 4,12 %  | 4,25 %  | 5,40 %  |

Entreprise plus est une liste commune présentée par le CNPF, la CGPME, la FNSEA, l'UPA, l'UNAPL.
| Organisations syndicales et regroupements | 2002    |
| ----------------------------------------- | ------- |
| Union des employeurs                      | 80,10 % |
| Employeur de l'économie sociale           | 11,32 % |
| CFPI                                      | 1,39 %  |
| CIDUNATI                                  | 0,72 %  |
| Divers                                    | 6,47 %  |

L'Union des employeurs est une liste d'union présentée par la CGPME, la FNSEA, le MEDEF, l'UNAPL et l'UPA.
L'employeur de l'économie sociale est une liste d'union présentée par l'UNIFED, l'USGERES (aujourd'hui UDES), le GEMA et l'UNASSAD.
| Organisations syndicales et regroupements | 2008    |
| ----------------------------------------- | ------- |
| Union pour le droit des employeurs        | 72,14 % |
| Employeur de l'économie sociale           | 19,04 % |
| Divers                                    | 8,86 %  |

### Taux d'abstention
| Collège    | 1979 | 1987 | 1997 | 2002   | 2008   |
| ---------- | ---- | ---- | ---- | ------ | ------ |
| Salariés   | 37 % | 54 % | 66 % | 67,3 % | 74,5 % |
| Employeurs | 52 % | 66 % | 79 % | 73,4 % | 68,5 % |

## Suppression des élections
Le 20 novembre 2014, le Parlement a adopté définitivement, par un vote de l'Assemblée, un projet de loi prévoyant la suppression des élections des conseillers prud'homaux au suffrage direct, au profit d'une désignation par les organisations syndicales et patronales.
Les 14.500 juges non professionnels chargés de régler les litiges entre employés et employeurs devront ainsi être choisis par les organisations syndicales et patronales au prorata de leurs audiences respectives. Le projet de loi prolonge aussi de deux ans le mandat des actuels conseillers élus en 2008, jusqu'au prochain renouvellement général des conseils de prud'hommes, au plus tard le 31 décembre 2017. C'est l'une des conséquences du rapport commandé par le gouvernement Fillon à MM. Jacky Richard et Alexandre Pascal, dit « rapport Richard », et qui a proposé une évolution du mode de scrutin. Le rapport a, entre autres, mis en avant le coût élevé du scrutin : 91,596 millions d'euros, soit 4,77 euros par électeur inscrit, et 18,7 euros par suffrage.
Cette suppression suit la loi de juillet 2008 sur la représentativité syndicale qui avait entraîné l'organisation des élections professionnelles dans les TPE au dernier trimestre 2012 afin de pouvoir mesurer la représentativité des syndicats tant au niveau national que dans les branches professionnelles.